# Carola Gold

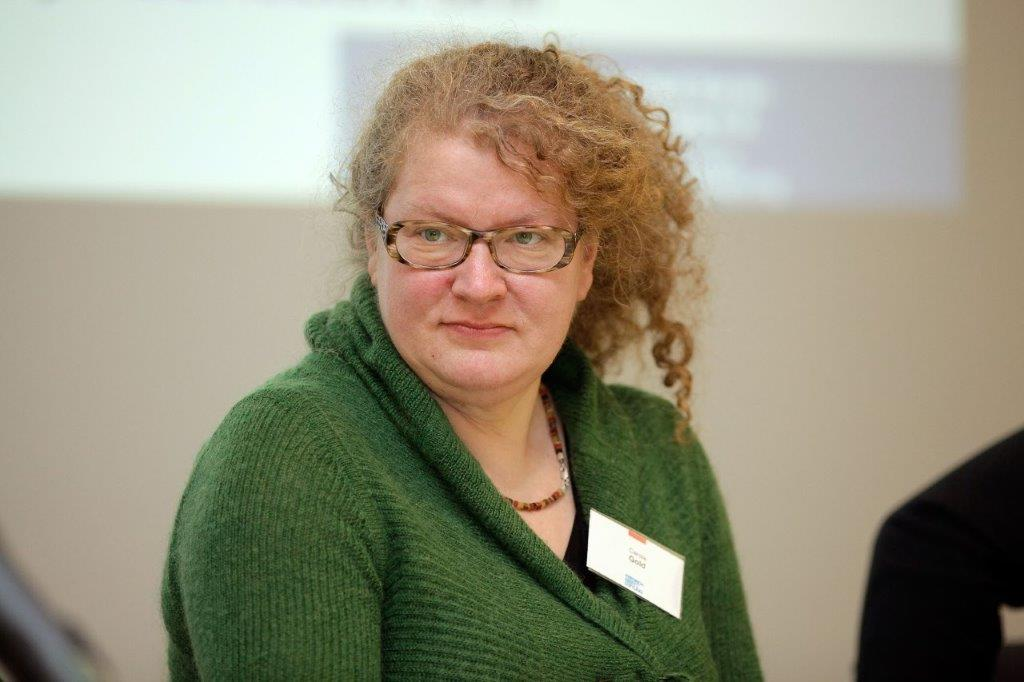
Carola Gold (2012)

Carola Gold (* 11. August 1960 in Berlin-Tempelhof; † 27. April 2012 ebenda) war eine deutsche Public-Health-Expertin, Hochschuldozentin und Journalistin. Sie war von 2003 bis 2006 Sprecherin des Netzwerks Frauengesundheit und leitete von 2006 bis 2012 als Geschäftsführerin den Verein Gesundheit Berlin-Brandenburg e. V.

## Leben
Carola Gold besuchte von 1966 bis 1972 die gerade neu gegründete Grundschule auf dem Tempelhofer Feld in Berlin, bevor sie 1972 mit ihren Eltern nach Bayreuth zog und dort 1980 ihr Abitur absolvierte. Sie wurde dort am 19. Dezember 1976 zum Jugendrat für Öffentlichkeitsarbeit des örtlichen Jugendzentrums gewählt.
Im Jahr 1980 begann sie ein Studium an der Freien Universität Berlin im Fach Volkswirtschaftslehre. Ab 1982 war sie daneben hauptamtlich tätig als Jugendsekretärin in West-Berlin im sozialistischen Jugendverband Karl Liebknecht, der Schwesterorganisation der SDAJ. Dort organisierte und leitete sie Jugendgruppen und Jugendbegegnungen, sowie internationale Freundschaftslager in der DDR und Freundschaftszüge von Berlin nach Moskau. Beim Freundschaftszug 1986 nach Moskau, Minsk und Smolensk lernte sie Raimund Geene kennen, mit dem sie sich in Folge für gesundheitliche Chancengleichheit engagierte. Nach dem Mauerfall 1989 löste sich der Sozialistische Jugendverband Karl Liebknecht auf. Ab 1990 nahm sie ein Jurastudium an der Freien Universität Berlin auf.
1998 absolvierte Gold ein Praktikum bei der Landesarbeitsgemeinschaft Gesundheit Berlin (heute: Gesundheit Berlin-Brandenburg e. V.) mit einer Orientierung auf die Bereiche Gesundheitsförderung und Chancengleichheit. Die Arbeitsgemeinschaft ist ein freiwilliger Zusammenschluss von Personen und Institutionen, die sich mit Themen der Gesundheitsförderung befassen, darunter die Berliner Bezirksämter, Apotheker- und Ärztevereinigungen, Hochschulen und Krankenkassen.

## Wirken
Gold entwickelte beim Verband Gesundheit Berlin ein Konzept für unabhängige und neutrale Patientenberatung und leitete ab 2000 das Projekt Patienteninfo-Berlin als Modellprojekt nach §65b SGB V. Von 2006 bis 2012 war Carola Gold Geschäftsführerin von Gesundheit Berlin, mit einer Fachstelle des Senats für Prävention und Gesundheitsförderung. Ab 2012 hatte sie die Position der stellvertretenden Geschäftsführerin inne. Unter ihrer Geschäftsführung gelang es, den Verband über die Berliner Landesgrenze hinaus zu Gesundheit Berlin-Brandenburg e. V. zu erweitern. Gold wirkte zudem bei allen Kongressen Armut und Gesundheit mit und war für diese in den Jahren 2002 bis 2012 mehrfach als Projektleiterin verantwortlich. Der seit 1995 von Gesundheit Berlin veranstaltete Kongress versteht sich als „Plattform für den Austausch zwischen Wissenschaft, Praxis, Zivilgesellschaft und Politik“ und zählt zu den größten regelmäßig stattfindenden Veranstaltungen dieser Art in Deutschland.
Gemeinsam mit Raimund Geene unterrichtete sie im Studiengang Public Health an der FU Berlin (2002–2006) sowie am Reformstudiengang Medizin der Charité (2004–2006). Lehrvorträge führten sie an die Alice Salomon Hochschule Berlin sowie die Hochschule Magdeburg-Stendal.
Carola Gold war darüber hinaus Geschäftsführerin des Gemeindedolmetschdienstes Berlin, Vorsitzende des Fachbeirats Gesundheitsförderung der Stiftung SPI und Mitglied des Steuerungskreises des bundesweiten Kooperationsverbundes Gesundheitsförderung bei sozial Benachteiligten.
Eine ihrer letzten Amtshandlungen bestand in der maßgeblichen Unterstützung der Wahl von Rolf Rosenbrock zum Vorsitzenden des Paritätischen Wohlfahrtsverbandes am 26. April 2012.

### Inhaltliche Schwerpunkte
Carola Golds Tätigkeitsschwerpunkte befanden sich im Bereich der Gesundheitsförderung und der gesundheitlichen Chancengleichheit. Sie fühlte sich dem Einsatz gegen Armut und für soziale Gerechtigkeit, für Gesundheit und für ein selbstbestimmtes Leben verpflichtet. Während ihrer Zeit als Geschäftsführerin des Vereins Gesundheit Berlin-Brandenburg setzte sie sich für physisches, psychisches und soziales Wohlbefinden für alle ein. Sie setzte sich weiterhin für zugängliche Patienteninformationen und -Unterstützungen sowie für Sprach- und Kulturmittlung im Gesundheitswesen ein.
Als Sprecherin des Netzwerkes Frauengesundheit trug sie dazu bei, dass Themen wie gesundheitliche Folgen von Gewalt, Reproduktive Gesundheit, Brustkrebs, Gesundheitspolitik, Migration und Frauengesundheit, Frauen und Sucht, sowie Frauen mit Behinderungen und chronischen Erkrankungen öffentlich mehr wahrgenommen wurden. Im Kooperationsverbund gesundheitliche Chancengleichheit setzte sie Schwerpunkte auf soziallagenbezogene Prävention und Gesundheitsförderung für Kinder, Menschen hohen Alters, Migranten und Arbeitslose.

## Carola Gold-Preis
Der Carola Gold-Preis für gesundheitliche Chancengleichheit wird seit 2013 vergeben, um die Belange von Menschen in schwierigen sozialen Lagen für die Öffentlichkeit sichtbar zu machen. Geehrt werden Menschen und Einrichtungen, die sich in besonderer Form für gesundheitliche Chancengleichheit einsetzen. Der Carola Gold-Preis wurde nach Carola Gold benannt, um ihre Leistungen und Hingabe für eine Verbesserung der gesundheitlichen Situation von Menschen in schwierigen sozialen Lagen zu ehren. Der Carola Gold-Preis wird in zentralen gesundheitsfördernden Organisationen wahrgenommen und ist im BZgA-Newsletter vertreten.
Die Verleihung des Carola Gold-Preises ist eine Aktivität von Gesundheit Berlin-Brandenburg e. V. und den Mitgliedern des Kooperationsverbundes Gesundheitliche Chancengleichheit, welches 2003 auf Initiative der BZgA gegründet und seitdem gefördert wurde. Unterstützung erhalten sie von den Landesvereinigungen für Gesundheitsförderung Berlin-Brandenburg, Hamburg, Hessen, Niedersachsen, Sachsen, Schleswig-Holstein, Thüringen sowie dem AWO-Bundesverband. Sowohl die veranstaltenden Organisationen als auch die Fachöffentlichkeit schlagen jeweils einen Preisträger vor.

### Bisherige Preisträger
- 2013: Eva Göttlein und Heinz Hilgers
- 2014: Ingeborg Simon und Andreas Mielck[12]
- 2015: Jenny de la Torre und Klaus-Peter Stender[13]
- 2016: Lotte Kaba Schönstein und Ellis Huber[14]
- 2017: Enikö Bán und Kerstin Moncorps[15][16]
- 2018: Annelie Keil und Gerhard Trabert[17][18]
- 2019: Karoline Schubert und Claus Weth[19][20]
- 2020: Gerda Holz und Michael T. Wright[21][22]
- 2021: Thomas Lampert und die Poliklinik Veddel[23][8]
- 2022: Antje Richter-Kornweitz und Frank Lehmann[24]

## Veröffentlichungen (Auswahl)

### Monografien und Herausgeberschaften
- mit Raimund Geene: Gesundheit für Alle! Wie können arme Menschen von kurativer und präventiver Gesundheitsversorgung erreicht werden? B books, Berlin 2000, ISBN 978-3-933557-27-8.
- mit Raimund Geene, Karin Stötzner: Patienten, Versicherte, Verbraucher. Möglichkeiten und Grenzen einer angemessenen Vertretung von Patienteninteressen. B books, Berlin 2000, ISBN 978-3-933557-20-9.
- mit Raimund Geene (Hrsg.): Kinderarmut und Kindergesundheit. Verlag Hans Huber, Bern, Göttingen, Toronto, Seattle 2009, ISBN 978-3-456-84635-4.
- mit Frank Lehmann: Gesundes Aufwachsen für alle! – Anregungen und Handlungshinweise für die Gesundheitsförderung bei sozial benachteiligten Kindern, Jugendlichen und ihren Familien. Reihe: Gesundheitsförderung konkret, Band 17. Bundeszentrale für gesundheitliche Aufklärung, Köln 2012, ISBN 978-3-942816-09-0. pdf

### Beiträge
- Informationen für alle? Erfahrungen aus niedrigschwelliger Patientenberatung. In: Raimund Geene, Anja Halkow (Hrsg.): Armut und Gesundheit. Strategien der Gesundheitsförderung. Mabuse-Verlag, Frankfurt am Main 2004, ISBN 978-3-935964-57-9.
- mit Malte Heidemann: Krankheit und soziale Lage – Initiativen für ein patientenorientiertes Gesundheitswesen. In: Gesundheit Berlin e. V. (Hrsg.): Armut und Gesundheit: Netzwerke und Strukturen für gesunde Lebenswelten. Dokumentation des 11. Kongresses Armut und Gesundheit 2005, Berlin 2005.
- Gesundheitsbildung – Gesundheitsförderung. In: Benno Hafeneger (Hrsg.): Handbuch Außerschulische Jugendbildung. 2. ergänzte und erweiterte Auflage, Wochenschau Verlag 2013, ISBN 978-3-89974-797-3, S. 429–442.
- mit Holger Kilian, Frank Lehman: Good-Practice-Kriterien als partizipatives Instrument der Qualitätsentwicklung. In: Michael T. Wright (Hrsg.): Partizipative Qualitätsentwicklung in der Gesundheitsförderung und Prävention. Verlag Hans Huber, Bern 2010, ISBN 978-3-456-84867-9, S. 93–108.

### ReiheAktiv werden für Gesundheit – Arbeitshilfen
Die siebenteilige Reihe entwickelte Carola Gold gemeinsam mit Stefan Bräunling und Raimund Geene im Jahr 2008 im Rahmen des Kooperationsverbundes Gesundheitliche Chancengleichheit, unter Herausgeberschaft des Vereins Gesundheit Berlin-Brandenburg. Sie erschien 2014 in der 4. Auflage, gefördert von der Bundeszentrale für gesundheitliche Aufklärung. ISBN 978-3-939012-18-4.
- Teil 1: Gesunde Lebenswelten schaffen. pdf.
- Teil 2: Probleme erkennen – Lösungen finden. pdf.
- Teil 3: Ein Projekt entwickeln. pdf.
- Teil 4: Präventiv handeln: Ernährung – Bewegung – Stressbewältigung. pdf.
- Teil 5: Erfahrungen nutzen – Qualität stärken. pdf.
- Teil 6: Gesund und aktiv älter werden. pdf.
- Teil 7: Gemeinsam handeln – Chancen verbessern. pdf.